# Искра (Красноярский край)
И́скра — деревня в Рыбинском районе Красноярского края, входит в состав Александровского сельсовета.

## География
Деревня находится на расстоянии примерно 16 км (по прямой) к северо-западу от города Заозёрный, административного центра района.

### Климат
Климат резко континентальный. Зима суровая, средние температуры января составляют −19—21 °С, критические — от −45 до −52 °С. Лето преимущественно жаркое, солнечное, со средними температурами июля +19—25 °С, максимальные: +34—38 °С.

## Население
| 2010 |
| ---- |
| 0    |

### Национальный состав
Согласно результатам переписи 2002 года, в национальной структуре населения эстонцы составляли 100 % из 2 чел.